# Hydriomena bryodes
Hydriomena bryodes är en fjärilsart som beskrevs av Max Joseph Bastelberger 1909. Hydriomena bryodes ingår i släktet Hydriomena och familjen mätare. Inga underarter finns listade i Catalogue of Life.